# Randver
Randver - também referido como Randvér em nórdico antigo - foi um rei lendário dos Suíones, residente em Velha Upsália. Pertenceu à Dinastia de Ivar Braço Longo, sendo neto do próprio rei Ivar Braço Longo (Ivar Vidfamne) e pai do rei Sigurdo, o Anel (Sigurd Ring).
Está mencionado na Saga de Hervör (saga lendária islandesa do século XIII), assim como em outros documentos e sagas, onde são referidos dados contraditórios sobre Randver.